# Евергетидский монастырь
Евергеди́тский монасты́рь Богоро́дицы — не сохранившийся монастырь в Константинополе, известный благодаря сохранившемуся обширному корпусу относящихся к нему текстов.
Никаких следов этого монастыря не сохранилось, и информация о нём известна исключительно из письменных источников. Сообщается, что он располагался примерно в двух милях от Феодосиевой стены Константинополя. Синаксарь и ктиторский типикон монастыря обнаружил в 1887 году в Афинской национальной библиотеке Н. Ф. Красносельцев. Эти тексты были изданы в 1895 году его учеником А. А. Дмитриевским.
Монастырь был основан неким Павлом между 1049 и 1054 годами на собственных землях. Никакой информации об этом Павле, кроме той, которая сообщена в документах монастыря, не сохранилось. Вероятно, его семья была довольно состоятельной, а сам он к моменту основания монастыря уже был монахом. Павел умер 16 апреля 1054 года. Согласно типикону, Евергетидский монастырь имел статус «независимого монастыря», что означало освобождение от налогов и независимость от церковных и светских властей, что было подтверждено императорскими хрисовулами. При преемнике Павла Тимофее в монастыре начались строительные работы. Вероятно, Тимофей ещё был игуменом в 1067 году. После этой даты известен только один игумен, Афанасий в 1103 году. Возможно, сохранилось несколько печатей монастыря, датируемых XII веком. Канонист Феодор Вальсамон сообщает о том, что монахи Евергетидского монастыря обращались к патриарху Феодосию I (1178—1183) с вопросом о том, как им следует исповедоваться своему игумену, который не был священником. Согласно ответу патриарха, игумену следовал принять священнический сан, прежде чем выслушивать исповеди.
В отличие от большинства прочих монастырей, в Евергетидском за основу литургической традиции был принят синаксарь из монастыря Воскресения на горе Галесий в Малой Азии (см. Лазарь Галисийский). Типикон Евергетидского монастыря стал основой для типиконов ряда других монастырей, в частности основанного святым Саввой Хиландара на Афоне.